# Palpoteleia speciosa
Palpoteleia speciosa är en stekelart som först beskrevs av Alan Parkhurst Dodd 1913.  Palpoteleia speciosa ingår i släktet Palpoteleia och familjen Scelionidae. Inga underarter finns listade i Catalogue of Life.